# Philenora aspectella
Philenora aspectella là một loài bướm đêm thuộc phân họ Arctiinae, họ Erebidae.